# Île Kendec
L’île Kendec est un îlot de Nouvelle-Calédonie appartenant administrativement à Koumac.